# Milena Raičević
Milena Raičević, geborene  Knežević (* 12. März 1990 in Titograd, SR Montenegro, SFR Jugoslawien) ist eine montenegrinische Handballspielerin, die 2012 als montenegrinische Handballerin des Jahres ausgezeichnet wurde.

## Karriere
Raičević spielte ab dem Jahr 2000 beim montenegrinischen Verein ŽRK Budućnost Podgorica. Mit Budućnost gewann die Rückraumspielerin 2010 den Europapokal der Pokalsieger, 2012 und 2015 die EHF Champions League, sowie 2009, 2010, 2011, 2012, 2013, 2014, 2015, 2016, 2017, 2018, 2019 und 2020 die Meisterschaft und den Pokal. Ab Oktober 2020 pausierte sie schwangerschaftsbedingt. In der Saison 2021/22 stand sie beim türkischen Erstligisten Kastamonu Belediyesi GSK unter Vertrag, mit dem sie sowohl die türkische Meisterschaft als auch den türkischen Pokal gewann. Im Sommer 2022 kehrte sie zum ŽRK Budućnost Podgorica zurück. Anschließend gewann sie 2023 die montenegrinische Meisterschaft sowie den montenegrinischen Pokal. Im Dezember 2023 verließ sie Budućnost Podgorica und schloss sich dem rumänischen Erstligisten Rapid Bukarest an. Ihr mit 135.000 Euro p. a. dotierter Vertrag lief bis 2026; im November 2024 gab Rapid Bukarest die sofortige Trennung von Raičević bekannt.
Im Jahre 2007 machte Raičević erstmals international auf sich aufmerksam, als sie bei der U-17-Europameisterschaft mit 65 Treffern Torschützenkönigin wurde. Bei der U-20-Weltmeisterschaft 2010 belegte sie mit dem montenegrinischen Team überraschend den 3. Platz. Am Turnierende wurde Raičević in das All-Star-Team gewählt.
Raičevićs erstes internationales Turnier mit der montenegrinischen Frauen-Nationalmannschaft war die Europameisterschaft 2010. Ein Jahr später folgte für sie mit der Weltmeisterschaft das nächste große Turnier. Im Sommer 2012 nahm Raičević mit Montenegro an den Olympischen Spielen in London teil, wo sie die Silbermedaille gewann. Im selben Jahr gewann sie mit Montenegro die Europameisterschaft. Weiterhin nahm sie an den Olympischen Spielen 2016 in Rio de Janeiro teil. Bei der Europameisterschaft 2022 gewann sie mit Montenegro die Bronzemedaille. Im Turnierverlauf erzielte Raičević 25 Treffer.